# The Many Faces of Ito
The Many Faces of Ito ou Les Nombreux Visages d'Ito au Québec (伊藤くん A to E, Itou-kun A to E) est une série télévisée japonaise en huit épisodes de 24 minutes basée sur un livre de l'auteur japonais Asako Yuzuki intitulé Ito-Kun A to E,, mise en ligne le 11 août 2017 sur Netflix.

## Synopsis
Rio Yazaki, une scénariste populaire de séries romantiques, n'a rien écrit depuis son dernier succès Tokyo Doll House. Après une conférence sur l'amour, elle se retrouve à conseiller quatre jeunes femmes désespérées sur leurs situations amoureuses. Lors de ces différents entretiens, elle se rend alors compte qu'elles sont toutes en relation avec un homme nommé Ito… Là est peut-être le sujet de sa nouvelle série ?

## Distribution
- Fumino Kimura (en) : Rio Yazaki (E)
- Nozomi Sasaki : Tomomi Shimahara (A)
- Mirai Shida : Shūko Nose (B)
- Elaiza Ikeda : Satoko Aida (C)
- Kaho : Miki Jinbo (D)
- Yuki Yamada : Okita
- Tomoya Nakamura : Kentarō Kuzumi
- Rio Yamashita : Maki Miyata
- Kei Tanaka : Shin'ya Tamura
- Masaki Okada : Seijirō Ito

## Épisodes
1. A : La Femme paillasson - Partie 1
2. A : La Femme paillasson - Partie 2
3. B : La Femme sans motivation - Partie 1
4. B : La Femme sans motivation - Partie 2
5. C : La Prétentieuse - Partie 1
6. C : La Prétentieuse - Partie 2
7. D : La Vierge encombrante - Partie 1
8. D : La Vierge encombrante - Partie 2